# 合江城垣
合江城垣位於四川省瀘州市合江縣，文物遺址年代判定為明至清。2012年7月16日公佈為第八批四川省文物保護單位。
合江城垣位於四川省瀘州市合江縣合江鎮百花亭社區。合江縣地處川黔要衝，西漢元鼎二年（公元前115年）置縣。合江縣曾幾度更改，治所多次變遷，城池屢經毀建，現保存下來的主要是合江明至清代的部分城牆。合江城牆現分為4段：張家溝北城牆、南門橋南城牆、下河街東城牆、學坎上西城牆。
- 張家溝北面城牆位於合江縣合江鎮新華南路張家溝處，全長158公尺，高4公尺，寬z.5公尺，用大小不同的條石砌成，較大條石長0.96公尺，寬0.3公尺；較小條石長為0.25公尺，寬0.2公尺；
- 學坎上西城牆合江縣合江鎮百花亭社區學坎上，總長約100.1公尺，高1.2-3.0公尺，用大小不同的條石砌成，較大條石長0.96公尺，寬0.3公尺；較小條石長為0.25公尺，寬0.2公尺；
- 南門橋南城牆位於合江縣合江鎮百花亭社區南門橋處，可見52.2公尺，露出地面3.5公尺，用大小不同的條石砌成，較大條石長0.8公尺，寬0.3公尺；較小條石長為0.25公尺，寬0.2公尺；
- 下河街東城牆位於合江縣合江鎮百花亭社區下河街處，可見的城牆約有156.2公尺，高2.5-6公尺，用大小不通的條石砌成，較大條石長1.1公尺，寬0.45公尺；較小條石長為0.25公尺，寬0.2公尺。

現保存下來的明清城牆是合江歷史的見證。極具歷史、藝術價值。明清城牆的建造既吸收了歷代築城經驗，又在繼承的基礎上有所創新和發展，凝聚了民族精神和傳統文化內涵，氣勢深厚博大。